# Luzech

Luzech este o comună în departamentul Lot din sudul Franței. În 2009 avea o populație de 1.708 de locuitori.

## Evoluția populației
| An        | 1975  | 1982  | 1990  | 1999  | 2006  | 2009  |
| --------- | ----- | ----- | ----- | ----- | ----- | ----- |
| Populație | 1.526 | 1.580 | 1.543 | 1.647 | 1.746 | 1.708 |